# دهستان لیل
دهستان لیل نام دهستانی در بخش مرکزی شهرستان لاهیجان، استان گیلان در ایران است. براساس سرشماری مرکز آمار ایران در سال ۱۳۸۵، جمعیت آن ۱۲۱۸۳ نفر (۳۵۲۳ خانوار) بوده‌است.